# ウォルター・サヴェージ・ランダー
ウォルター・サヴェージ・ランダー（Walter Savage Landor、1775年1月30日 - 1864年9月17日）は、英国の作家、詩人であり、活動家。日本語文献における姓の表記はランドーとも。
散文『空想談話』（Imaginary Conversations）と詩『ローズ・エールマー』（Rose Aylmer）が著名であるが、同時代の詩人や批評家から得られた賞賛は、必ずしも大衆の人気とは一致しなかった。作品と同じくらい彼自身の激しい性格と快活な気性が目立った。執筆活動とコシュート・ラヨシュやジュゼッペ・ガリバルディへの支援といった政治活動は自由主義・共和主義への情熱に彩られていた。 チャールズ・ディケンズやロバート・ブラウニングといった次の世代の文芸改革派と交友を持ち、影響を与えた。

## 作品の概要

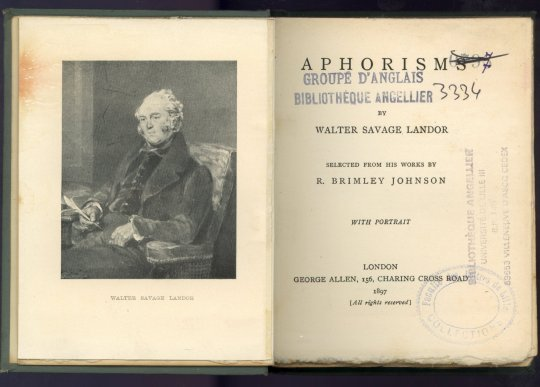
ウォルター・サヴェージ・ランダー

89年の長く活動的な生涯において、ランダーはさまざまなジャンルで相当数の作品を発表している。これらは、大きく4つの領域に分類できよう。すなわち、散文、抒情詩、エピグラムを含む政治的著作、そしてラテン語である。彼の散文と詩は大方賞賛を得ているが、批評する人々はその好みによって言うことが異なっていて、彼は今なお「詩人の中の詩人」であるとか、抜群の英語詩の詠み人であるとか言われることが多々あり、「最高の詩人の中でも、ウィリアム・バトラー・イェイツ、エズラ・パウンド、ロバート・フロストは彼の光りに導かれた」 とされる。散文の代表作は、『空想談話』（en:Imaginary Conversations）である。この作品では、ギリシアの哲学者からランダーと同時代の作家まで歴史上の人物を登場させ、これら人物に哲学、政治、恋愛などのテーマで対談を行わせている。この試みにより、彼は戯曲よりも対談を書くことに持ち前の才能があることを示すことに成功した。ただ、この作品は引用して使えるくだりを多く含んではいるが、彼が作劇の方法を学んでいなかったことから全体の印象は良いとはいえない。
ランダーは感受性豊かな美しい詩を多数書いた。恋愛詩はロマンティックな女性の理想像――アイオン、アイアンシー、ローズ・エールマー、ローズ・ペインターに触発されたものである。自分の姉妹や子を歌った「家族的な」詩もまた感受性豊かなものである。
反ピット派の政治からイタリア統一まで、自分の興味をひいた事柄についてさまざまな新聞に論説を発表することも、彼の活動の一つであった。彼はエピグラムの名手でもあり、効果を上げるためにこれを用い、自分を叩いた政治家やその他の人々を意趣返しとして風刺した。
ランダーは300を超える数のラテン詩、政治的論説やエッセイを書いているが、彼の作品の中では広く知られているとは言えない。彼はラテン語をともすれば自分が書くには「好ましくないか、魅力的でない」ものを表現したり、人を中傷する際の隠れ蓑に使うのにもってこいであると考えていたのかもしれない。当時の仲間の古典学者は、彼のラテン詩を英語での作品と同等に見ていた。

## 生涯――総括
ランダーの生涯は多事多難なものであり、その原因はたいてい彼自身にあったが、そうでないものもあった。強情な性格と短気な気性、加えて権威に対する蔑視のために、長年にわたってトラブルに見舞われ続けることになったのである。奇行のゆえにラグビー校とオックスフォード大学から、そして時に実家から放逐されもした。彼の生涯において政敵すなわちピット派の人々との諍いに身を投じたのは意図してのことであったが、一方で、地方総監や英国国教会主教、大法官、スペインの士官ら、イタリアの大公、法王庁の使者、弁護士、その他の小役人たちと対立したのは不慮のためである。彼は、おもしろい結果がすぐに得られなければ、ずっと後になって酷い中傷を加えることで優位に立つのが常であった。
ランダーは、その執筆活動のせいで名誉毀損罪に問われることが多くあり、ラテン詩の体をとってごまかしてもイタリアでは無駄だった。友人たちがランダーに敵対する人々の怒りを鎮めるために助力しなければならなかったり、彼に節度を保つよう説得しなければならないことが何度もあった。友人たちは彼の作品を出版しようと絶望的な企てのために行動もした。ランダーは、自分の作品を売れないとか出版できないとか思っていた出版業者に怒りもし、彼らに騙されているとも感じていたのである。彼は英国でもイタリアでも隣人との法的紛争に繰り返し巻き込まれたが、ディケンズの『荒涼館』における人物描写は、ボイソーンとレイセスター・デッドロックとの間の門をめぐる紛争を中心に展開されている。人の全てを改善しようとする大胆かつ高邁なアイディアを実践しようとしたときと、皇太子の使者や浮浪者と間違われたときに、運命は彼の味方をしなかった。電撃的に結婚した妻には長年の労苦をさせた末に別居、それが彼を度重なる逃避へと引き戻すことになった。
ランダーは「最高に親切で優しい人」とも言われている。「態度は気前よく寛容であること計り知れないが、同じくらい誠実で寛大な心も持ち合わせていて」、そうした彼のために骨惜しみしない仲間を彼は集めることができた。「異議や反抗よりも、それに値するかどうかは別として、賞賛や激励を彼はさかんに口の端に上せた」と言われている。彼と面識のある人の多くが、彼は魅力的であり、生涯にわたってその機転と学識で人々を楽しませた、と明らかにしている。ランダーの強烈で抜群な笑い話によって表現される力強いユーモアのセンスは、過酷な運命が必然的にもたらす不愉快さを和らげるのに貢献し、また役立ちもしたことは疑いない。「彼の情熱的な同情心、世界中で受け入れられている悪への苦く燃えるような憐憫は、暴君殺しを擁護することに終生のはけ口を見出した。子どもたちへの、動物への、花への彼の優しく熱烈な愛は、彼の作品と彼の生き様と同様に、心地よい芳香を漂わせているのである。」

## 青少年期

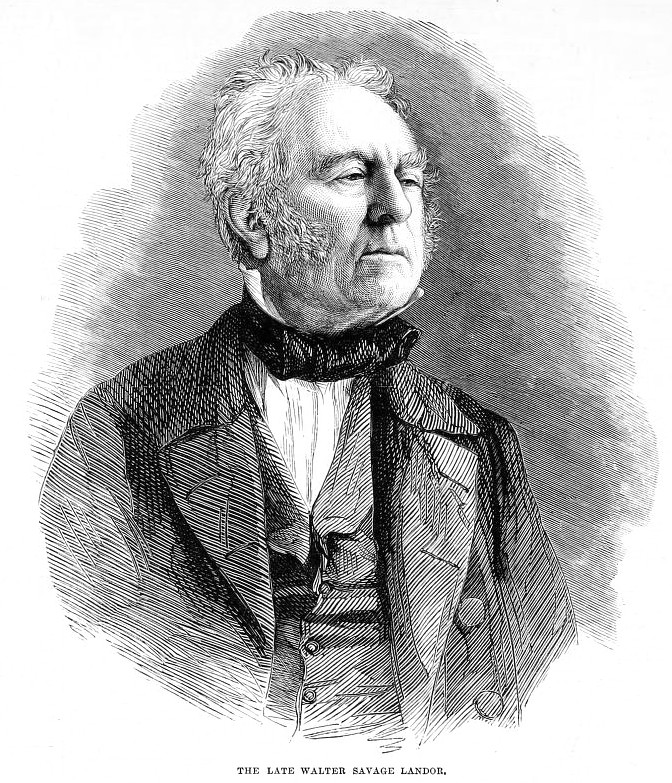

ウォルター・サヴェージ・ランダーは、外科医のウォルター・ランダーとその後妻であるエリザベス・サヴェージの間に長男としてイングランドのウォリックに出生した。生家である「イーストゲート・ハウス」のあった場所には、現在、キングス女子高等学校が立地している。父親はスタッフォードシャーのルージリーにある地所を相続しており、母親もウォリックシャーのイプスリーコートとビショップス・タックブルックの土地相続人であった。ランダー自身も長男としてこれらの財産を相続することになっており、裕福な生活が期待できた。一家は一貫してジョージ3世と小ピットに反抗するホイッグであり、ランダーの弟ロバートが作家として名をあげたのみであったものの、一家には強い文学的伝統があった。
彼は、ノールの学校に通った後、ラグビー校に入学し、トマス・ジェームズ校長の指導を受けたが、彼の勉強ぶりに対する校長の評価に反発し、退学を命じられた。数年後、ランダーはラテン語で『シモニデア』（Simonidea）を書き、そこで賞賛と批判をないまぜにしつつジェームズに言及、ほどなくして彼と和解している。結局、ランダーはダービーシャーのアッシュボーン・グラマースクールの校長であったウィリアム・ラングレー師から個人教授を受けた。ラングレーは、後に『空想談話』におけるアイザック・ウォルトンとの対談に登場することになる。ランダーはその気性と暴言のために家の中でも困り者となり、来客があったときには、どうして彼がいないのか尋ねられるのが常となった。あるときには、彼は自分の所有地内で釣りをするのを地元の農夫に止められたとして、その農夫を網で絡めて川に投げ落としたこともあった。1793年、彼はオックスフォード大学のトリニティ・カレッジに入学したが、場違いな服装をすることで反抗心をあらわにし、フランスの共和主義思想にかぶれてからは「狂えるジャコバン」として鳴らした。彼のチューターとなったベンウェル博士は彼に感心したが、残念なことに、間もなく彼の傍にはいられなくなった。1794年、彼は自分の眠りを妨げる騒ぎを起こして嫌悪感を持つにいたったトーリー党員の家の窓に銃撃を加えた。1年の停学処分としながらも、大学当局は彼の非違行為を大目に見るつもりになったが、彼が復学を拒否した。この事件により、彼は父親と口論の末、二度と家に戻らない意思を明確にした。
ランダーは、ウェールズのテンビーに行ったとき、現地の女性ナンシー・エヴァンズと恋愛関係になり、彼にとっての最初の恋愛詩数編を書き、そこでは彼女を「アイオン」と呼んでいる。父親がこれに非を鳴らしたため、彼は一時ロンドンに退き、ポートランドプレイスの付近に投宿している。アイオンはやがて子供を持ったが、その子は幼くして死んでいる。1795年、ランダーは『ウォルター・サヴェージ・ランダー詩集』（The Poems of Walter Savage Landor）と題した3巻の本を発表した。また、19ページからなるパンフレットに匿名で『道徳書簡』（Moral Epistle）を書き、スタンポール伯爵に謹んで捧げるとしている。この詩は、自由主義の風潮を抑圧しようとした小ピットを勇壮な調子で断罪した風刺詩である。ほどなく、ランダーはこうした「やりつけぬ仕事」から距離を置くようになっていったが、アルジャーノン・チャールズ・スウィンバーンは、こう書いている。「彼よりも力のみなぎるようなスタイル、流れるような詩句をものにする20歳の詩人はなく、あるいは彼より優れたエピグラムと風刺の使い手はいないだろうし、彼ほど純粋な熱狂と溢れんばかりの怒りによって生き生きと精強に歌いあげる者もいないだろう」と。
ランダーは友人であるドロシー・リッテルトンの尽力により家族と和解できた。経済的に独立していれば自分は彼女と結婚していただろうと、彼は後にフォースターに語っている。彼は生業についていなかった。彼は法律家になろうとは思わなかったし、軍人にはなれなかった。父親は年に150ポンドの小遣いを彼にやり、彼は家にいようがいまいが望むままの自由の身であった。

## ウェールズ南部とゲビア
ランダーは、短い間ウォリックの実家に戻りつつも、ウェールズ南部に居を構えた。エールマー卿とその姉妹ローズたち一家と友好を結んだのはスウォンジーにおいてであった。ローズは、後にランダーの詩『ローズ・エールマー』によって永遠に名の残すことになる。ゴシック小説家クララ・リーヴの『The Progress of Romance』を彼に貸し与えたのはローズである。 彼の詩『ゲビア』（Gebir）は、その小説の中の『The History of Charoba, Queen of Egypt』に触発されたものである。ローズはおばに従った1798年インドに出発し、その2年後にコレラで死亡した。
Ah, what avails the sceptred race,
Ah, what the form divine!
What every virtue, every grace!
Rose Aylmer, all were thine.
Rose Aylmer, whom these wakeful eyes
May weep, but never see,
A night of memories and of sighs
I consecrate to thee.
（大意）徳も粋もすべてを備えたローズ、高貴な家柄や神のような姿があなたに加えるものは何もない。もう会えないローズ、私はあなたのために涙を流して、ため息とともにあなたのことに思い巡らすこの夜をあなたに捧げる。

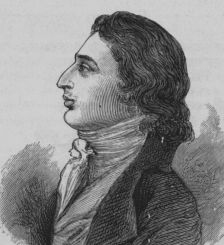
ロバート・サウジー

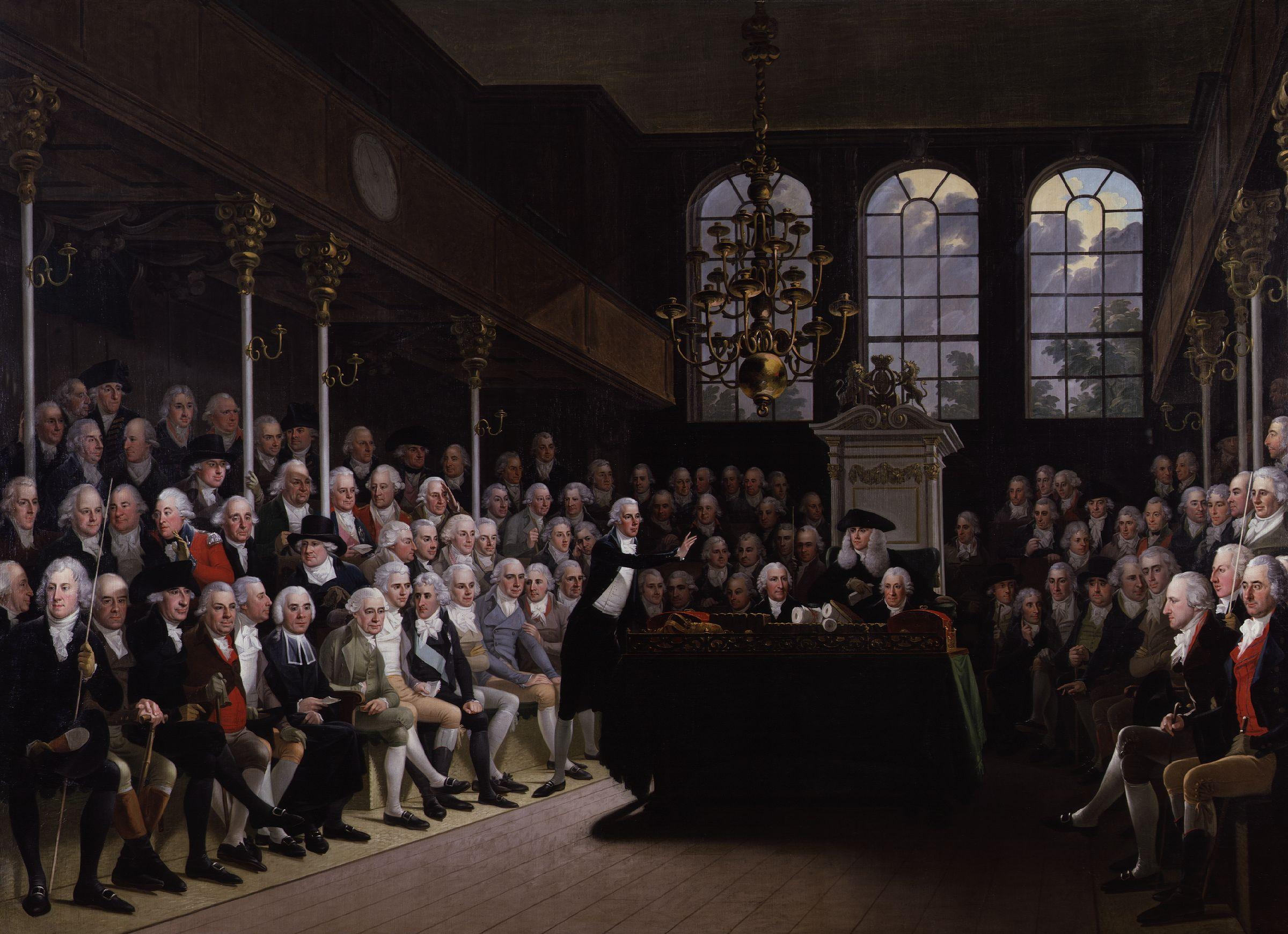
聖ステファン・チャペルにしてフォックスと対面する小ピット

1798年、ランダーは『ゲビア』を出版、これが彼の名声を確立した。『ゲビア』は、敵であるエジプトの女王カロバと恋に落ちたスペインの王子の物語である。ロバート・サウジーは、「言語からなる最も繊細な詩に属する」と『ゲビア』を評し、その匿名の作者を知りたがった。シドニー・コルヴィンは、「『ゲビア』の詩句の思想と言語双方の高邁さはミルトンに匹敵する」と、また、「傲慢なまでの豪華さと重厚なまでの集中というランダーの作品の特徴は、ワーズワースやコールリッジの作品においても見いだせない」と書いている。 ジョン・フォースターは、「スタイルと表現手法がこの作品の魅力だ。この作品に備わった鮮やかさは、イメージの豊かさ、言葉の雰囲気を通じても認められる。これこそが『ゲビア』の傑出した個性だ」と書いている。 一方、ランダーにとっては常に手厳しい批判者であったウィリアム・ギフォードは、この作品を「理解不能のゴミの寄せ集めだ。狂ってぼんやりとした頭脳から出た不快で卑劣な分泌物だ」としている。
続く3年の間、ランダーは特定の居を定めず、主としてロンドンで過ごした。古典学者のサミュエル・パーと友人となった。彼はウォリックの近くのハットンに住んでおり、ランダーを一人の人としてもラテン語の書き手としても認めていた。 ランダーは、ふざけた題材をそれと知らせず公衆にさらすための表現する手段として（Siquid forte iocosius cuivis in mentem veniat, id, vernacule, puderet, non-enim tantummodo in luce agitur sed etiam in publico）ラテン語を好んで用いた。 英国の名誉毀損法を逃れるにもラテン語は有利であった。パーは、チャールズ・ジェームズ・フォックスのために組織を固めたロバート・アデアをランダーに紹介し、アデアはモーニング・ポスト紙とザ・カーリア紙にピット内閣を攻撃する記事を書くよう協力させた。ランダーは1800年、『アラビアとペルシアの詩』（Poems from the Arabic and Persian）とラテン詩のパンフレットを発表した。この間、彼はアイザック・モカッタに会い、芸術への関心を刺激され、影響を受けたが、モカッタは1801年に死んだ。1802年にはパリに赴き、狭い居宅でナポレオンに面会したが、このことは、自ら『ゲビア』で示したナポレオンへの賞賛を撤回するに十分な出来事であった。 同じ年、クリューサーオールとポカイア人の物語詩を含む『ゲビア作者による詩』（Poetry by the Author of Gebir）を発表した。コルヴィンは、無味乾燥な詩句にあってクリューサーオールこそが白眉だと評した。
弟のロバートは『ゲビア』の改訂と増補を助け、1803年に第2版が出版された。同じころ、ランダー自身は全編ラテン語による詩を発表した。広く読者一般に対してというよりは、パーに対して問うたものであり、スウィンバーンは、これについて、詩としての勢いや抑揚とか言語としての力強さや完成度を英語版と比較されるべきものだとしている。
ランダーは、たびたび借金のために旅し、バースで多くの時間を過ごした。ここで、ソフィア・ジェーン・スイフトに出会った。彼女は既に婚約しており、ランダーの熱烈なアプローチにもかかわらず、婚約者と結婚した。ランダーは、彼女をアイアンシーと呼び、最大級に美しい恋愛詩を彼女に書き送った。1805年にランダーは父を亡くして財産を相続、バースに居を構え、贅沢に暮らした。 1806年にはアイアンシーとアイオンに向けた詩を収録した『シモニデア』（Simonidea）を出版した。この詩集にはウィリアム・ハーバートの『Select Icelandic poems』に取材した物語詩『グンラウクとヘルガ』（Gunlaug and Helga）も収録されている。1808年、ブリストルでサウジーと対面することができた。その前年、彼は湖水地方旅行中にすれ違っていたのである。互いの作品を鑑賞していた二人の詩人は暖かい友情を結んだ。匿名で書かれた『Guy's Porridge Pot』について攻撃されていたパーを擁護するために、ランダーは『鈍牛』（The Dun Cow）という作品を書き、パーの作品であることをむきになって否定した。

## ナポレオン戦争とジュリアン伯爵
1808年、ランダーは半島戦争に参加しようという英雄的な衝動に駆られた。33歳の彼は、ナポレオンに抗する国民軍の志願兵になるために英国からスペインに旅立った。ア・コルーニャに上陸、英国の使者に自らを売り込み、ベントゥラーダの救済のために1万レアルの寄付を申し出て、ホアキン・ブレイク・イ・ジョイス将軍の軍勢に入った。実戦に参加できずにいることに失望を覚え、ビルバオを救援することが自らのすべきことと悟るが、そこで危うく捕虜になりかけた。数か月後、シントラ協定が成立、これにより、戦争は終わり、ランダーは帰国した。スペイン政府は彼に感謝の意を表し、フェルナンド王はスペイン軍の大佐の地位を約束した。しかし、王がイエズス会を復活させると、彼は自分の任務に戻った。 英国に戻ると、彼はワーズワース、サウジーと一緒になってシントラ協定を非難し、一般大衆の義憤を煽った。1809年には『ドン・フランシスコ・リケルメへの3通の手紙』（Three letters to Don Francisco Riquelme）を著し、戦争に参加したことが賢明な行いであると主張した。また、スウェーデン王グスタフ4世への頌詩を書き、さまざまな偽名を用いて新聞にも寄稿した。1810年には、『フランシス・バーデットへの素晴らしい手紙』（A brave and good letter to Sir Francis Burdett）を書いた。
スペインで起きたことがドン・フリアン (セウタ伯)を題材にした悲劇『ジュリアン伯爵』（Count Julian）への刺激になった。この作品は、ランダーの作品の際立ったスタイルを示すものとなったが、彼自身が劇作の手法を学んでいなかったために印象の薄いものとなった。そのプロットは、歴史の流れを事前に知っていて、西ゴート族の最後の王が敗北した後の複雑な状況に関心を払わなければ理解することが難しい。罪を増やすことの罪についての道徳的なトーンを示していた。サウジーが出版へ向けての調整を引き受け、1812年にマレーによって出版にこぎつけた。最初に依頼したロングマンには出版を拒否され、そのために、ランダーはもう一つの悲劇作品『フェランティとジュリオ』（Ferranti and Giulio）を焼き捨てた。 トマス・ド・クインシーは後にこう書いている。「ランダー氏は、ヨーロッパでジュリアン伯爵の置かれた立場と厳格な自尊心、そして記念碑的悲劇を知る随一の人だろう」と。スウィンバーンは言う。「この作品は、この言語で書かれたジョン・ミルトンの代表作『闘士サムソン』とパーシー・ビッシュ・シェリーの最初の代表作『鎖を解かれたプロメテウス』の間にあって、道徳的高みと同様に詩的完全性においてこの両者の傍に等しく不動の地位を占めるに値する傑出した詩だ。英雄をとり囲んでその威厳を高める苦難と忍耐という超人的孤独が、いずれの場合も等しく効果的に十分な壮麗さをもって表現されている。『ジュリアン伯爵』のスタイルにドラマ的な平易さと自然な会話の流れに欠けるところがあるとしても、ミルトンの作品の中にしかないような恒常的に永続した言葉の力強さと純粋さと高尚さが備わっている」と。

## スランソニーと結婚

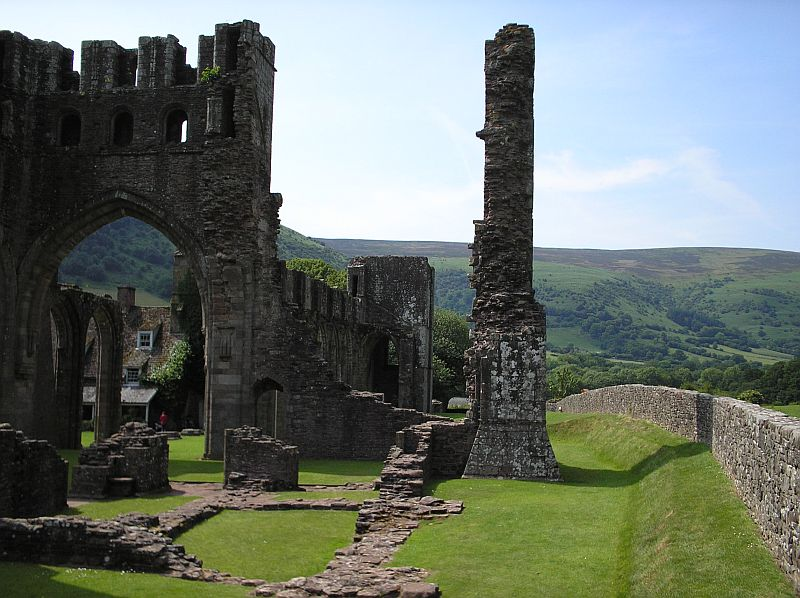
スランソニー、ランダー所有地

スペインに行く前、ランダーはモンマスシャー（en:Monmouthshire (historic)）のベネディクト会修道院の跡地スランソニー修道院に土地を探し、そこに住むことにしていた。その購入資金を得るために、父親から相続していたルージリーの土地を売却し、母親にもタックブルックの地所を売るよう説得した。スペインから戻るときに、これらのことを済まそうと彼はせわしなく動いたのであった。前所有者は修道院の跡地に建物をいくつか建てていたが、これらの建物を取り壊して自宅を建てるには、1809年に法律が成立するのを待たなければならなかった（結局、家は建てられなかった）。彼は模範的な田舎紳士たるべく、木を植え、スペインから羊を取り寄せ、道路を補修した。 地域には「ランダーの松」として知られる松並木があり、多数ある栗の古木も彼の時代からのものである。
1811年、彼はバースで行われた舞踏会に行き、美しい女性を見かけ、「ここで一番の女性だ。結婚したい」と叫んだ。彼女はジュリア・テュイリエといった。彼女の父親は落ちぶれた銀行家であり、バンベリーでの事業に成功を収めることができず、バースに家族を残してスペインに行ったのであった。 1811年5月24日、二人はバースの聖ジェームズ教会で結婚式を挙げ、スランソニー修道院にしばらくの間居を定めた。ランダーは、ナイチンゲールとツチボタルを詠み込んで田園生活を描いた詩を手紙に書いてサウジーに送り、彼の訪問を受けた。しかし、その田園詩のような生活は長続きしなかった。以後3年の間、ランダーは、隣人や間借り人、弁護士や地方総監、聖デビッド主教との間にもいざこざが起こって悩むこととなった。同時に、ジョン・バーナード・トロッターのお追従への返答として、フォックスについての記事を発表しようとしたが、出版を引き受けてくれるだろうと思っていたジョン・マレーにはこれは名誉毀損になると非難され、ジョージ・カニングとギフォードには散々にこき下ろされた。
隣人とのトラブルは、その多くが彼自身の強情で衝動的な性格から出たもので、始めは些細ないざこざにすぎなかった。彼は弁護士を雇ったが、その一人であったチャールズ・ゲイベルは、彼を金になる客だと思っていた。植木は引き抜かれ、材木は盗まれた。彼が和解しなければならなかった相手はしたたかに酔っ払い、彼は不幸をもたらしたと責められ、彼が誰かを盗みで告発したときには、被告の弁護士から侮辱を受けた（その弁護士には後にラテン詩で「懲罰」を加えている）。彼はラテン語やその他の詩句で報復するのを気に入っており、彼の弁護士についても下のような滑稽詩で論評している。
If the devil, a mighty old omnibus driver
Saw an omnibus driving downhill to a river
And saved any couple to share his own cab
I really do think t'would be Gabell & Gabb.
（大意）馬車が川へ真っ逆さまに走り落ちようとしているところを悪魔が見たならば、奴は巧みな御者だから、だれか二人連れを助けて自分の車に乗せたなら、そいつはきっとゲイベルとギャブだろうと俺は思うよ。
修道院を修復しようと申し出る内容のランダーからの手紙にトマス・バージェス主教が返事をしあぐねたとき、ランダーは「私に2度同じことを要求していいほど偉いのは神様だけさ」と言ってこれをなじった。彼は知事になりたかったのであり、共和主義への忠誠が疑われていた地方行政長官ボーフォート公といざこざを起こした後、彼はトーリー党強硬派として知られたジョン・スコットと一緒になってこの問題を追及したが、不首尾に終わっている。土地を改良しようとしたり、酷い状態であった住居を改善しようと、彼は無駄な努力と金を払いもした。とどめになったのは、ビーサムという男に農地を貸したことであった。この小作人は無能であり、浪費家である上、小作料を支払わなかった。ビーサムから受け取るべき金を取ろうと訴訟を起こしたりもしたが、最後には田園を離れることにし、スランソニーの地所を出資者――主として母親――に任せることにした。 この時期、彼は『チャールズ・フォックス氏回顧録への注釈』（Commentary on the Memoires of Mr. Charles Fox）なる大部の原稿を執筆し、この急進的なホイッグ党員を肯定的に紹介し、米大統領ジェームズ・マディソンに献辞を付けるとともに、トーリー党政府とカニングに強烈な批判を浴びせている。しかし、この原稿は罪に問われる虞があるとして出版されずに終わった。
1814年、ランダーはイングランドを離れてジャージーに出掛けたが、そこで妻とけんかとなり、一人でフランスに発った。偶然にもトゥールで妻と再会、弟とも落ち合った。また、同地ではオーガスタス・ハレの父であり、ジュリアス・ハレの弟であるフランシス・ジョージ・ハレとも対面、後に彼はランダーを助けることになる。ランダーはトゥールにもすぐに不満を感じるようになり、大家と重大な軋轢を生じたこともあり、1815年9月、妻と弟を伴って、イタリアへの波乱の旅に出た。

## フィレンツェと『空想談話』

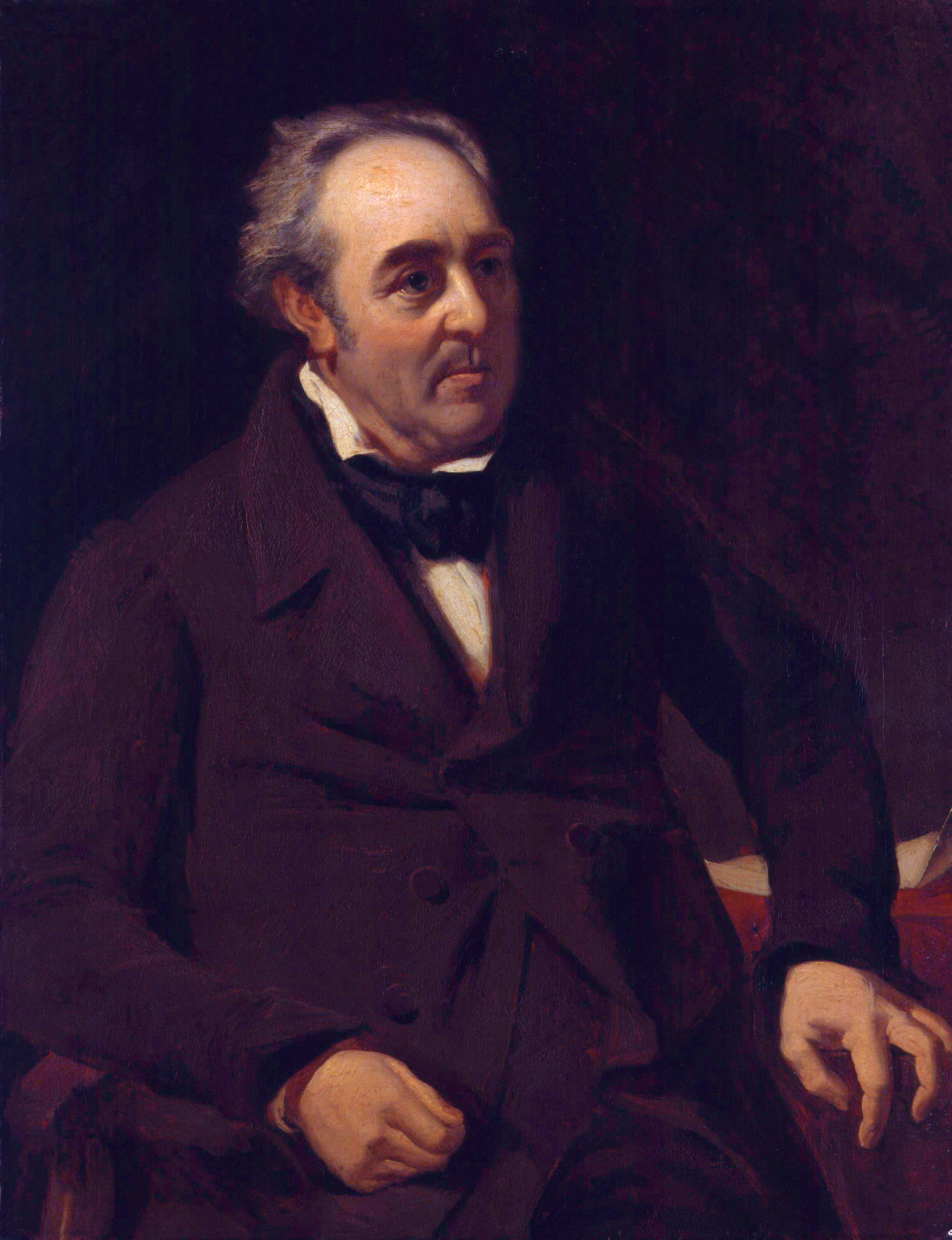
ウィリアム・フィッシャーによるランダーの肖像画

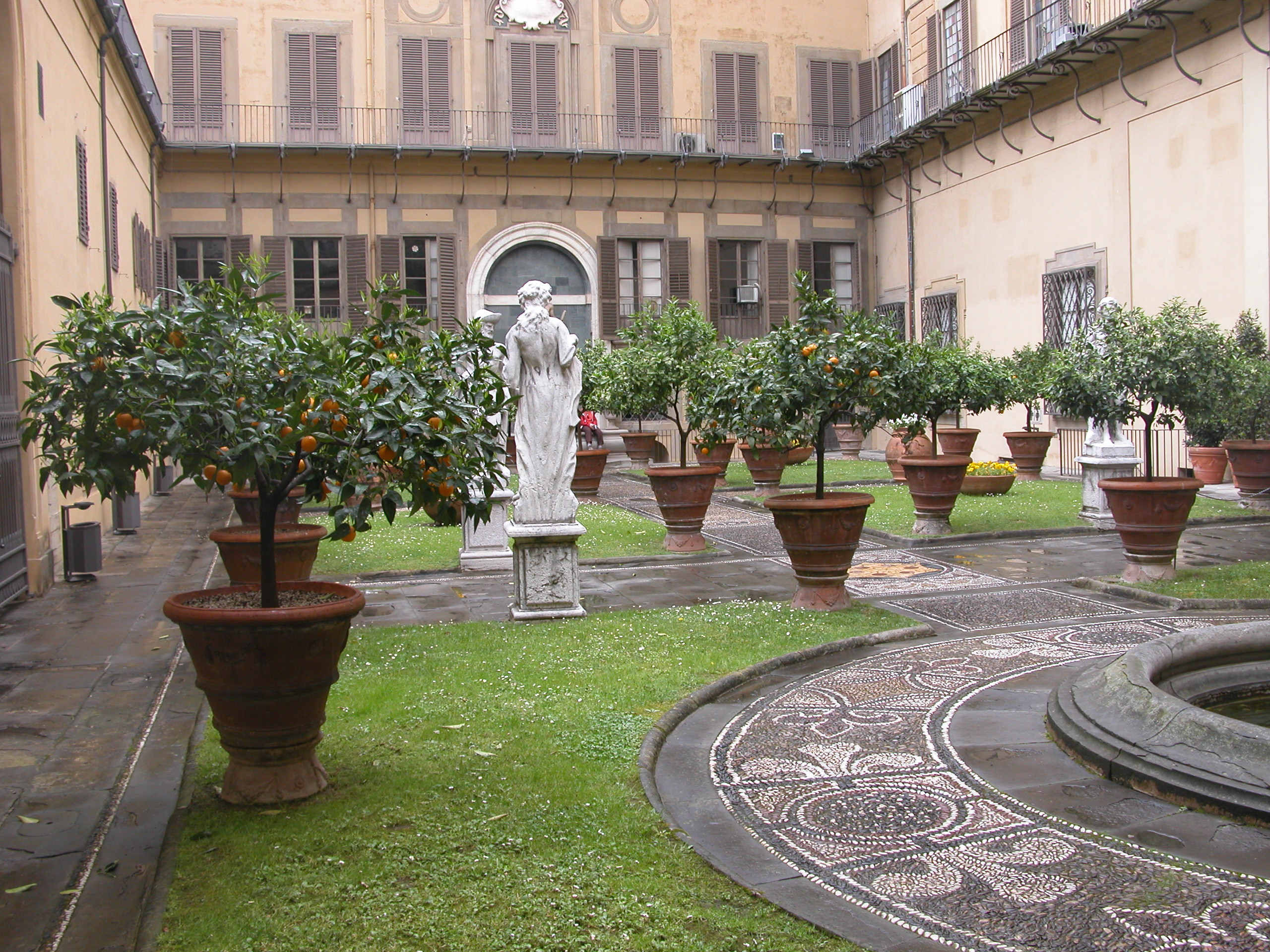
メディチ・リッカルディ宮殿の中庭

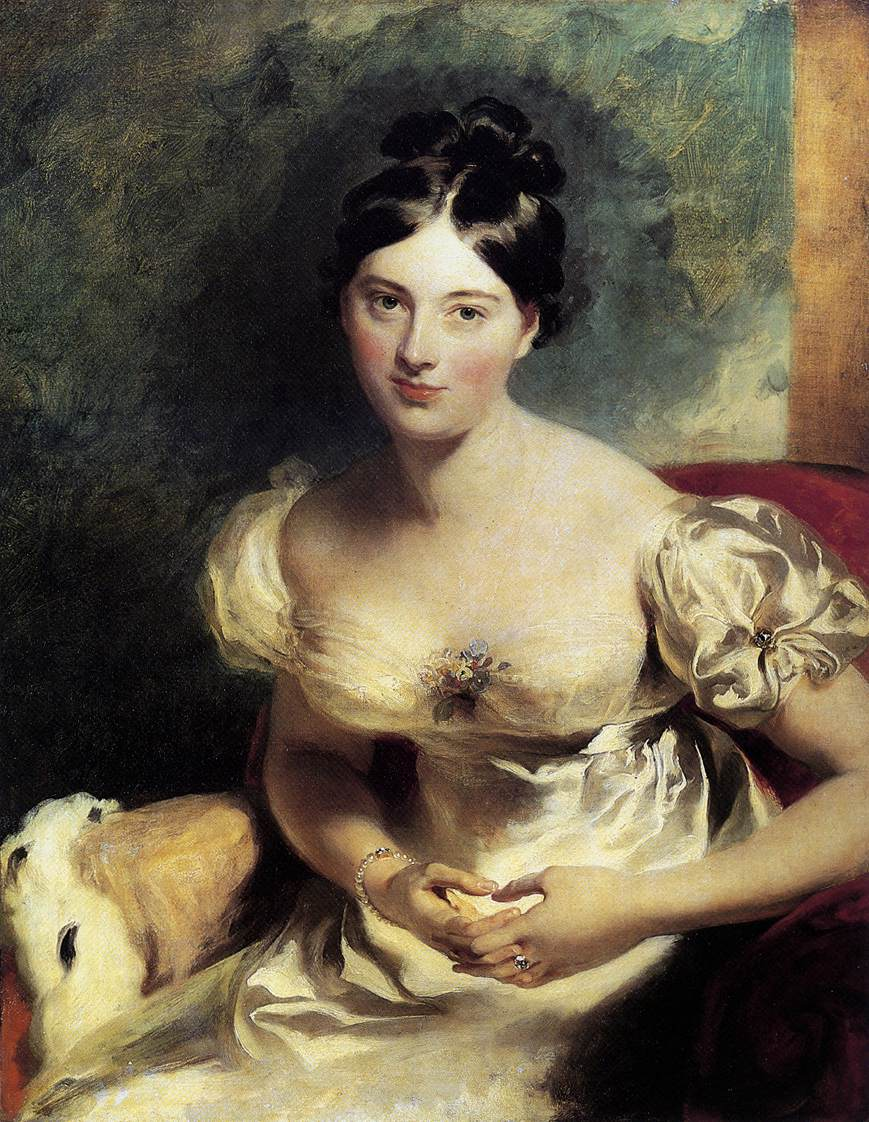
トーマス・ローレンスによるブレシントン伯爵夫人マルグリット、1822年

ランダー夫妻はコモに居を構え、そこに3年とどまった。ここでも彼はトラブルを抱え、このときは後にイギリス国王に即位するジョージ4世の妃キャロライン・オブ・ブランズウィックから、離婚訴訟になったときの夫側のスパイではないかとの疑いをかけられた。1818年、ランダーは、イタリアでは英国と異なりラテン語による書物についても名誉毀損法が適用されるとも知らずに、英国を非難したイタリアのある詩人に宛てたラテン詩の中で当局を批判した。イタリア国王の代理人を脅したとして、コモから離れるよう命じられてもいる。9月、彼はジェノヴァとピサに赴いた。フィレンツェに落ち着いたのは1821年のことであった。メディチ・リッカルディ宮殿のアパートメントに2年間住んだ後、妻子を伴ってカスティリオーネの邸宅に居を移した。この時期こそ、彼の作家生活における最も重要な時期であり、彼の代表作である『空想談話』もこの時期に発表されている。 当時フィレンツェに居住していたマルグリット・ガーディナーとその夫チャールズと親友になったのもこのときである。
『空想談話』の最初の2巻が発表されたのは1824年、その第2版が出たのが1826年、1828年には第3巻、1829年には第4巻と第5巻が発表された。以後、1846年に彼の作品選集の第2巻が出るまで、特に新しい巻は加わっていない。多くの空想上の討論で、権威主義的なルールが厳しく批判され、共和主義的思想が称揚されている。
この著作により、ランダーは高くはあるが広くはない文学的名声を獲得した。彼はフィレンツェの当局とさまざまな問題を抱えていた。銀器の盗難事件で警官との諍いに巻き込まれ、警官が小売商に尋問した結果、彼は「危険人物」とされ、その当然の帰結として、大公からフィレンツェからの追放を言い渡されることになった。後に大公は態度を軟化させ、当局者たちはランダーがフィレンツェに居住することを忌んでいたものの、居住する権利を主張するランダーの言い分を無視するにとどめた。1829年、ランダーはデンビーシャー郡スランベドルホールのジョゼフ・アブレットから金を借りて、フィエーゾレにあるゲラルデスカ邸宅を購入した。ここで彼は水利権をめぐって隣人と紛争になり、英国の領事カーカップが名誉という点では満足いくように取り計らったものの、訴訟沙汰になった。この邸宅にウィリアム・ヘイズリットとリー・ハントの訪問を受け、チャールズ・アーミテージ・ブラウンとは特に親密な交友を温めた。 エドワード・ジョン・トレローニーと知り合いになったのもこのときであり、『空想談話』第4巻でトレローニーが取り上げられている。常に心のこもった便りを欠かさなかった母が1829年10月に亡くなり、ルージリーにいた従兄弟であるウォルター・ランダーがウェールズの不動産の管理を引き継ぐことになった。ランダーは、この邸宅で数年間は執筆活動をしたり、溺愛する子供らと遊んでやったり、庭いじりをしたりと幸福に暮らした。来客が多かったが、特筆すべきは、1829年、未亡人になっていたジェーン・スイフト（アイアンシー）であり、再び彼が詩を書くきっかけとなった。後にヘンリー・クラブ・ロビンソンもやってきて、彼とはたいへん良好な仲となった。1831年には『ゲビア』、『ジュリアン伯爵』とその他の詩（アイアンシーを歌ったものは31編）を収録した詩集を発表した。この詩集はたった40部しか売れなかったが、ランダー自身は『イタリア生活のあれこれ』（High and Low Life in Italy）に取り組んでいたので気にもとめなかった。その本も、出版を依頼するためにクラブ・ロビンソンに送ったものの、出版社との関係で問題を抱えたこともあって1837年になるまで日の目を見なかった。
1832年、アブレットの説得に応じて英国を訪問し、多くの旧友と再会した。 ブライトンではアイアンシーに会い、ロバート・ローリーとも対面した。スタッフォードシャーの家族も訪ねた。弟チャールズはコルトンの司祭となっており、ルージリーの従兄弟ウォルター・ランダーはスランソニーの不動産の運営に手を焼いていた。エンフィールドではチャールズ・ラムのもとに赴き、ハイゲートにサミュエル・テイラー・コールリッジを、ケンブリッジにジュリアス・ハレを訪ねた。アブレットとともに湖水地方に行き、サウジーとコールリッジに会った。
フィエーゾレに戻った際、彼は自分の子どもたちの面倒を見きれなくなっていたので、ドイツ人家庭教師を雇うことにした。イタリアでは、後にランダーについて記した作品を著したリチャード・モンクトン・ミルンズに会っている。 ラルフ・ワルド・エマーソンの訪問を受け、『シェイクスピアの鹿泥棒審問』（Shakespeare's Examinations for Deer Stealing）、『ペリクレスとアスパシア』（Pericles and Aspasia）、『五日物語』（Pentameron）につながる談話の執筆に取り組んだ。ブレシントン夫人は、彼のために「シェイクスピア」を売った。1835年にはアイアンシーが再訪、自身の半血の姉妹ペインター夫人を連れてきた。ランダーの妻ジュリアは、自分にも若いツバメがいたにもかかわらず嫉妬し、これが完全な別居につながることになった。

## 英国、ペリクレス、ジャーナリズム
ランダーは60歳のときルッカに行き、そこで『ペリクレスとアスパシア』（Pericles and Aspasia）を完成させ、9月には単身英国に帰国している。彼には英国での資産から年600ポンドの収入があったが、イタリアを離れるときに妻に400ポンド分けることにし、フィエーゾレの邸宅と農地を息子アーノルドに譲渡した。結果、収入は年200ポンドとなり、経済的苦境に立たされた。3か月間、スランベドルでアブレットと暮らし、冬をクリフトンで過ごし、後にアブレットのところに戻った。その頃、アブレットはランダーに「文学の時間」（Literary Hours）に寄稿するように勧め、その本は翌年出版された。 『ペリクレスとアスパシア』は、後に彼の作品の中で最も評価されたものの一つとなったが、これが出版されたのが1836年3月のことである。この作品は、『空想談話』と同様の形式を取りつつ、クレオンに宛てた一連の手紙で述べられているアスパシアとペロポネソス戦争中に死んだペリクレスのロマンスを描いたものである。この作品は、ランダーの作品の中では最も楽しめるものの一つであり、現代の批評家からは彼の作品を紹介する上で最もよいものとされている。あるとき、ランダーは身分を隠してクリフトンを旅行したことがあるが、彼が同道者と話しているのを旅行中のジョン・スターリングが聞いていて、その奇妙で逆説的な会話がまるでランダーの『空想談話』のようだったとしている。ランダーは自分の居所を伏せていたが、後にスターリングと面識を得ている。
同じく1836年には、彼の『シェイクスピア』（Shakespeare）の論評をして以来友人になり、後にランダーの伝記を書くことになるジョン・フォースターに面会した。その後、子供に会いたさにドイツのハイデルベルクに行ったが、失望する結果になっている。エルドン卿とエスコンベとの対話を含む空想談話を書いた。女性の友人がエルドンが80歳を越えているとして非難を加えてきたときには、これに「悪魔はもっと年を取っているものだ」と昂然と返した。ペリクレスのほかに、『保守党員からの手紙』（Letter from a Conservative）、『風刺家への風刺』（A Satire on Satirists）を含むいくつかの著書を発表したが、これは、サウジー、若いアラビアダス、そしてアイルランドの聖職者に対する風刺である『テリー・ホーガン』（Terry Hogan）をワーズワースが正しく評価しなかったことへの批判を含むものである。ランダーは再び冬をクリフトンで過ごし、サウジーも訪ねてきた。アイアンシーはブリストルにいた可能性があるが、確かなことではなく、1837年にオーストリアに赴き、そこで数年暮らしている。クリフトンを離れた彼は旅を続け、プリマスにおいてチャールズ・アーミテージ・ブラウンを訪ねている。ジョン・ケニョンやウィリアム・フランシス・パトリック・ネイピアらとも友好関係を築いた。その年の終わりに、ランダーは、劇詩に関する研究の珠玉の小品から5点を収めた『クリュタイムネストラの死』（Death of Clytemnestra）と『五部作』（The Pentalogia）を発表した。後者が『五日物語』として出版されることになるものである。 金銭的な成功こそ得られなかったものの、ケニョン、ジュリアス・ハレ、クラブ・ロビンソンら友人からは多大な賞賛を受け、エリザベス・バレット・ブラウニングは「ページをめくることを忘れるほど甘美」と言い、レイ・ハントはこれをランダーの代表作だと評した。1838年春、ランダーはバースに居住しながら3つの戯曲、『ハンガリーのアンドレア』（Andrea of Hungary）、『ナポリのジョヴァンナ』（Giovanna of Naples）、『フラ・ルパート』（Fra Rupert）を書いた。これらは3部作の体裁を取り、1つ目の戯曲でフラ・ルパートがジョヴァンナの夫アンドレアを死なせようともくろみ、2つの目でジョヴァンナに嫌疑がかけられるも疑いが晴らされ、3つ目でフラ・ルパートの犯行であることが明らかにされる。ジョージ・セインツベリーは、この3作を対話劇の形に投影した歴史小説であると評した。1839年、ランダーはこれらの戯曲を発表しようとしたが、このことをめぐってベントレー、ディケンズ、フォースターの間で論争が起こり、延期を余儀なくされた。「詩の形をした対話」というべきこれら戯曲も、大衆の人気を獲得するには至らなかったものの、その多くが彼の個人的な友人のものではあるが、暖かい称賛を得ることはできた。サウジーは1839年にランダーに宛てた手紙を書いたとき、精神を病みかけていたが、ほかの誰についても語れなくなってもなお、ランダーの名を呼び続けた。ランダーは再び国内を放浪し、しばしばロンドンを訪れ、そこではフィレンツェで知り合いになっていたマルグリット・ガーディナーと過ごすのを常とした。ペインター夫人とその娘ローズ・ペインターはバースにおり、ローズに宛てたランダーの手紙や詩は彼の傑作に列せられている。ローズは後にコーンウォール地方リストーメルのチャールズ・グレイヴズ・ソウルと結婚した。チャールズ・ディケンズとも彼は面会し、年齢差にもかからず、一緒に過ごすことを好んだ。彼はディケンズの作品を非常に高く買っており、特にネル・トレント（『骨董屋』）に感銘を受けた。ディケンズは親しみを込めて、ランダーを自作の『荒涼館』の登場人物ローレンス・ボイソーンとして登場させている。 ランダーはディケンズの次男ウォルター・ランダー・ディケンズの代父にもなっている。また、彼はロバート・ブラウニングに紹介され、ブラウニングはランダーに自作を1部贈呈した。
1842年、ランダーは子息アーノルドの訪問を受け、その年のうちにカトゥルスについての長編のエッセイを書いて季刊外国評論誌の編集人であったフォースターに送り、さらにテオクリトスの『小情景詩』について追加した。このエッセイに対し、スーパーは「ランダーの作品の中でこれほどハチャメチャなものはあるまい」と批判している。 1843年、ランダーは友人サウジーの死を悼み、イグザミナー誌に詩を送った。二人の子供ウォルターとジュリアの訪問を受けた後には、ジュリアに宛てた詩をブラックウッヅマガジンに発表している。
By that dejected city, Arno runs,
Where Ugolino claspt his famisht sons.
There wert thou born, my Julia! there thine eyes
Return'd as bright a blue to vernal skies.
And thence, my little wanderer! when the Spring
Advanced, thee, too, the hours on silent wing
Brought, while anemonies were quivering round,
And pointed tulips pierced the purple ground,
Where stood fair Florence: there thy voice first blest
My ear, and sank like balm into my breast:
For many griefs had wounded it, and more
Thy little hands could lighten were in store.
But why revert to griefs? Thy sculptured brow
Dispels from mine its darkest cloud even now.
And all that Rumour has announced of grace!
I urge, with fevered breast, the four-month day.
O! could I sleep to wake again in May."
（大意）かのウゴリーノが自らの子を喰らった町、アルノ川が流れる望みなきその町に、ジュリアよ、おまえは生まれ、春の空のように青いその目を輝かせた。そして、おまえはさまよい、時間が羽を生やして飛び去り、春が過ぎようとするとき、アネモネが風に揺れ、紫色の大地にとがったチューリップが刺さったフィレンツェにいたった。おまえの声が初めて私の耳に届いたとき、芳香のようにそれは胸の底に沈んだ。多くの悲しみが傷をもたらしたけれども、たとえそれがどんなものでも、おまえの小さな手がそれらを明るいものに変えてくれる。悲しみに戻ることはもうない。今でも、おまえの額が私の方に向いてくれさえすれば、私の心から暗雲は消え去る。話に聞くだけでも清々しい心地だ。私は幼子に帰ったように胸を熱くし、そして、眠り、5月にまた目覚めよう。
翌年、娘ジュリアが彼のもとを再訪し、ポメロと名付けた犬を置いていった。ポメロは彼にとって長きにわたってよき友となった。同じ年、モーニングクロニクル紙にブラウニングに宛てた詩を発表した。
フォースターとディケンズは、ランダーの誕生日と同じ日に起こったチャールズ1世の処刑を祝いにバースを訪問することを習慣にしていた。フォースターは、1846年にランダーが戯曲と『全集』を公刊するのに助力した。フォースターはイグザミナーに勤務し、ランダーは政治やその他の話題についてしばしば寄稿した。フォースターが数篇のラテン詩を収録することに難色を示したため、ランダーはこれら重要作品を別に『詩と金言』（Poemata et Inscriptiones）として1847年に発表した。 この詩集は、田園詩、風刺詩、哀歌、抒情詩からなる前の2巻の詩集での主要作品に大幅な追加を施したものである。1篇はジョージ4世について歌ったもので、彼のキャロライン・オブ・ブランズウィックに対する扱いがランダーの不興を買っていたのである。
Heic jacet,
Qui ubique et semper jacebat
Familiae pessimae homo pessimus
Georgius Britanniae Rex ejus nominis IV
Arca ut decet ampla et opipare ornata est
Continet enim omnes Nerones.
（ここにいつも四方八方を打ちまくっている奴がいる。最悪の家系にあって最悪の男。英国という国のジョージ4世という奴だ。まるで暴君ネロがやったように馬鹿でかくてゴテゴテに飾り立てた住まいがお似合いの奴だ）
ランダーのハノーヴァー朝に対する嫌悪は、その多くが発表されないまま終わるが、滑稽詩の中で示されていることは有名である。
George the First was always reckoned
Vile, but viler George the Second.
And what mortal ever heard
Any good of George the Third,
But when from earth the Fourth descended
God be praised the Georges ended
（大意）ジョージ1世はいつも酷い奴呼ばわりされるが、ジョージ2世はもっと酷い。ジョージ3世についてどんないい話を聞いても、4世が地上から落っこちたというなら、それこそ神に讃えあれ。ジョージどもがいなくなったのだから。
1846年には、『ヘレニクス』（Hellenics）も出版した。これは、同じ題で全集に収められたラテン語の田園詩に英訳を付したものを収録している。同じ年、エリザ・リンに初めて会っている。彼女はリン・リントンとして傑出した小説家・ジャーナリストになる。また、バースにおけるランダーの友人にもなった。70歳を過ぎたランダーは、多くの古い友人を失い、自身も病気がちになっていた。グレイヴス・ソウルと過ごしていたときのことだが、エクスターを訪れ、雨に降られて地元の弁護士ジェームズ・ジャーウッド宅の軒先に雨宿りした。ジャーウッドはランダーを浮浪者と間違え、追い散らした。この弁護士に対するランダーの悪態をぶちまけた手紙は堂々たるものである。1849年、74歳の誕生日にランダーは自分自身の墓碑を書いている。
I strove with none, for none was worth my strife.
Nature I loved, and, next to nature, Art;
I warm'd both hands before the fire of Life;
It sinks, and I am ready to depart.
（大意）私は誰とも争わなかった。争うほどの相手がいなかったから。自然を何より愛し、次に芸術を愛した。人生という火に両手をかざして温めた。それが消えて、私は門出のときを迎える。
しかし、ランダーはその後も活動的に社会生活を送った。アルフレッド・テニスンは1850年にランダーに面会し、ほかの客が階段から落ちて腕を折ったときの彼の様子を「ランダー老人はまるで何事もなかつたかのように、カトゥルスその他のラテン詩人について雄弁に話していた」と記録している。 トーマス・カーライルも彼を訪問し、「彼は実際、仲間内を引っかき回している。怒気をはらんでいて鋭く、しかし寛大で正直な誇り高さを持った、たいへん威厳のある老人である」と書いている。 1851年、ランダーは『英国内外のローマカトリック教会』（Popery, British and Foreign）というパンフレットと枢機卿ニコラス・ワイズマンに宛てた手紙の中で教会改革への関心を示した。その他にも多数の論説をイグザミナー、フレイザーズマガジン等の雑誌に発表している。最愛のアイアンシーの訃報に接し、その年のうちに彼女に捧げる詩を書いた。
Sophia! whom I seldom call'd by name,
And trembled when I wrote it; O my friend
Severed so long from me! one morn I dreamt
That we were walking hand in hand thro' paths
Slippery with sunshine: after many years
Had flown away, and seas and realms been crost,
And much (alas how much!) by both endured
We joined our hands together and told our tale.
And now thy hand hath slipt away from mine,
And the cold marble cramps it; I dream one,
Dost thou dream too? and are our dreams the same?
（大意）ソフィアよ、わたしがその名前で呼ぶことはめったになかったが、その名前を書くとき、私は打ち震えた。もう長いこと別れ別れだったわが友。陽の光の中、足を滑らせないように君と互いに手をとって小道を歩く、そういう夢を見た。長い年月が流れ、海と陸が混じり合った。手をつなぎ、語り合う、そういうことがどれほど続けられたろう。そして今、君の手は私の手から滑り落ち、冷たい棺に繋がれてしまった。私は夢を見る。君も見るだろうか。その夢は私の夢と同じだろうか。
1853年、ランダーは『ギリシア人とローマ人の空想談話』（Imaginary Conversations of the Greeks and Romans）をまとめて発表し、ディケンズに献呈した。ディケンズはその年のうちに出版した『荒涼館』において、ランダーの驚くほどの現実主義的な性格を登場人物ボイソーンとして具現化している。ランダーはまた、『老木のなしたる最後の果実』（The Last Fruit off an Old Tree）も発表した。これには、新しい談話、批評的・論争的な内容のエッセイ、多様な特長を備えた様々な種類のエピグラム、抒情詩、機会詩が収録され、「ベアトリーチェ・チェンチの悲劇五景（Five Scenes on the martyrdom of Beatrice Cenci）」で締めくくられている。スウィンバーンはこの著作について、「気高く英雄的なペーソス、鋭く優しい、そして激しく熱烈な洞察において劇的・霊的真実を存分に示した著者畢生の一品」と評している。 このころ、ランダー自身は外交問題について、とりわけロシアにおける圧政とルイ・ナポレオンについて関心を寄せていた。1854年の末、最愛の妹エリザベスを失い、彼は悲痛な追悼文を書いている。
"Sharp crocus wakes the froward year;
In their old haunts birds reappear;
From yonder elm, yet black with rain,
The cushat looks deep down for grain
Thrown on the gravel-walk; here comes
The redbreast to the sill for crumbs.
Fly off! fly off! I can not wait
To welcome ye, as she of late.
The earliest of my friends is gone.
Alas! almost my only one!
The few as dear, long wafted o'er,
Await me on a sunnier shore."
（大意）鮮やかなクロッカスがねじけたその年、鳥たちは古巣に戻る。向こうの枝から、まだ雨で曇ったそこへ。砂利道に落ちた麦粒を鳩は見下ろし、こちらではコマドリが窓枠に落ちたパンくずを狙っている。飛んでいってしまえ。おまえたちを迎え入れる気はない。最近の彼女がそうだったように。私の最も古いその友は逝ってしまった。私にとってはほとんど無二の存在だったというのに。永久の別れになった愛しい人よ、陽のあたる岸で私を待っていておくれ。
1856年、ランダー81歳の年には、『アントニウスとオクタウィウス――研究のための場面』（Antony and Octavius: Scenes for the Study）、対談形式の12の連作詩、『エマーソンへの手紙』（Letter to Emerson）、『空想談話』の続編を発表した。

## 最後の悲劇、再びイタリアへ

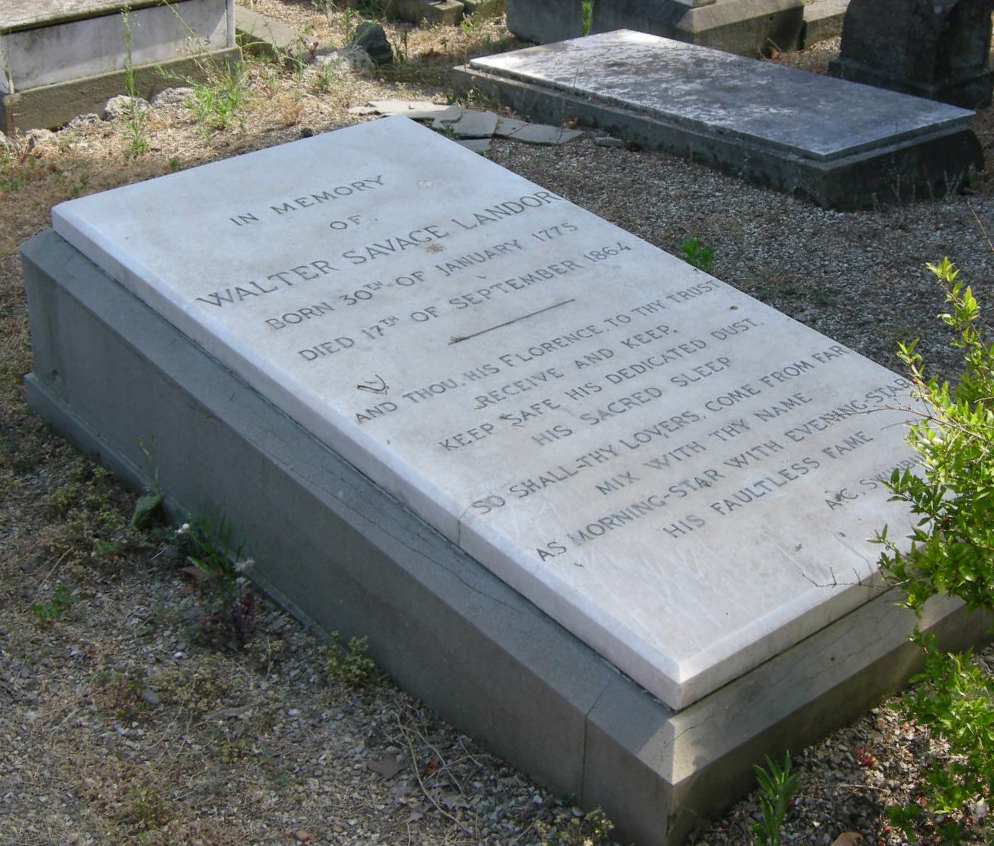
フィレンツェの英国人墓地にあるランダーの墓

1857年初頭、ランダーは気を挫かれ、おもしろくない立場に追い込まれていた。裁判沙汰になった件で弁護士から戯言をほざく哀れな老人だと侮辱されたとして声明を発表したことから法廷闘争に巻き込まれたのである。こうして、彼は自分が知る2人の女性の間の不毛な諍いに関わることになってしまった。彼は、当事者の一人であるジェラルディン・フーパーに対して、友人ケニョンから遺贈された100ポンドを渡した。ジェラルディンがその半額をもう一方の当事者イェスコム夫人に渡したことは、ランダーのあずかり知らないところであった。彼女らがそのために争い、イェスコム夫人がジェラルディンを不名誉な理由でランダーから金を受け取ったとして非難した。ランダーは怒りに任せて『ウォルター・サヴェージ・ランダーと名誉あるイェスコム夫人』（Walter Savage Landor and the Honourable Mrs Yescombe）という冊子を書き、これが名誉毀損に問われた。フォースターは、謝罪するようランダーに勧めている。1858年、ランダーは、警句的・皮肉的な攻撃を他の内容に紛れ込ませた『W.S.ランダーの乾きたる棒の束』（Dry Sticks Fagoted by W. S. Landor）と称する雑文集を出したが、これによってさらに名誉毀損が問題にされることになった。
その年の6月、ランダーは再びイタリアに渡り、生涯最後の6年間を過ごすことになった。彼は自分が頼りにしている家族に対して財産を贈与するように助言されていた。彼自身は、妻子と共に暮らすことを望んだが、妻子がゲラルデスカ邸宅でみすぼらしい生活を送っていて、彼を歓迎する気がないことを知った。彼は自分の邸宅で10か月の間みじめに過ごし、逃げるようにフィレンツェに行っては戻ってくるということを繰り返した。しまいには、ほとんど無一文の状態でフィレンツェのホテルに隠れ住んでいたところを、当時カサ・グィディにいたロバート・ブラウニングに見つかった。ブラウニングは、ランダーが家族から生活資金が得られるように助力し、はじめはシエーナ、続いてフィレンツェに居を構えさせた。
ランダーは、自分の著作の改訂に取り組んでおり、個人的にはイタリアの統一に関心を寄せていた。エリザ・リン・リントンとはさかんに手紙のやり取りをし、ガリバルディ軍の兵士らの救援に売上が役立つよう『空想談話』の加筆を進めた。アントニー・トロロープがフィレンツェを訪れ、ランダーに米人女性ケイト・フィールドを紹介、彼女はランダーの弟子となる。ランダーはまだなお魅力的であり、威厳があり、思いやりがあり、文学的関心にあふれていた。彼はケイトのためにラテン語を教えてやり、詩を繰り返し読み、最後となる談話を作った。1861年、ブラウニングが妻を看取った後イタリアを離れた。その後、ランダーは時々息子らの訪問を受けてはいるものの、外出を控えるようになり、気難しく、落ち着かなくなっていった。彼は、価値のあるものは少なかったが、絵のコレクションが自分の死後どうなるかを気にかけていた。また、バースの近郊のウィドクームに埋葬されることを望んで墓を用意することも懸案であった。1861年から翌年にかけて『空想談話』の数篇を「アセニアム」に発表し、1863年には最後の本となる『英語とラテン語による英雄的田園詩そのほか』（Heroic Idyls, with Additional Poems, English and Latin）を発表し、これについてスウィンバーンは「88年の生を経ても壮大な感情的力量と気高さと意気高さを失わなかった天才最後の業績」と評した。フォースターは名誉毀損に問われることを恐れてランダーの著書の出版を拒み、そのせいで関係が悪化したが、ランダーが亡くなる直前に二人の交流は復活している。ランダーの生涯でほとんど最後の出来事は、1864年に詩人スウィンバーンの訪問を受けたことであり、スウィンバーンは特にランダーに会いたくてフィレンツェを訪れ、自作『カリュドーンのアタランテー』を献呈している。 1864年5月1日、ランダーは家主の女性に対し、「もう書くことはないよ。明かりを消して、カーテンを引いてくれたまえ」と言った。それから数か月の後、ランダーはフィレンツェで89年の生涯を静かに閉じた。彼の遺体は結局ウィドクームではなく、フィレンツェ英国人墓地に埋葬された。近くには友人だったエリザベス・バレット・ブラウニングの墓がある。ランダー夫人の像と息子アーノルド・サヴェージ・ランダーの墓もその「英国人」墓地にある。後にフィエーゾレのゲラルデスカ邸宅はアイスランド語学者の米国人ダニエル・ウィラード・フィスケの住居となり、彼は邸宅を「ランダー邸」と改称した。ランダーの孫は作家で探検家のアーノルド・ヘンリー・サヴェージ・ランダーである。
ランダーはサウジーとコールリッジの親密な友人であった。ワーズワースとの関係は、賞賛からやがてある種の敵意へと変わっていった。バイロン卿はランダーを嘲笑したり罵ったりすることが多かった一方、ランダーも生前のバイロンを褒めることは少なかったが、死後はその死を悼み、故人を賞賛した。弟であるロバート・エイルズ・ランダーの高貴でドラマティックな作品について、彼は共感のこもった賞賛を惜しまなかった。

## スウィンバーンによるランダー作品評

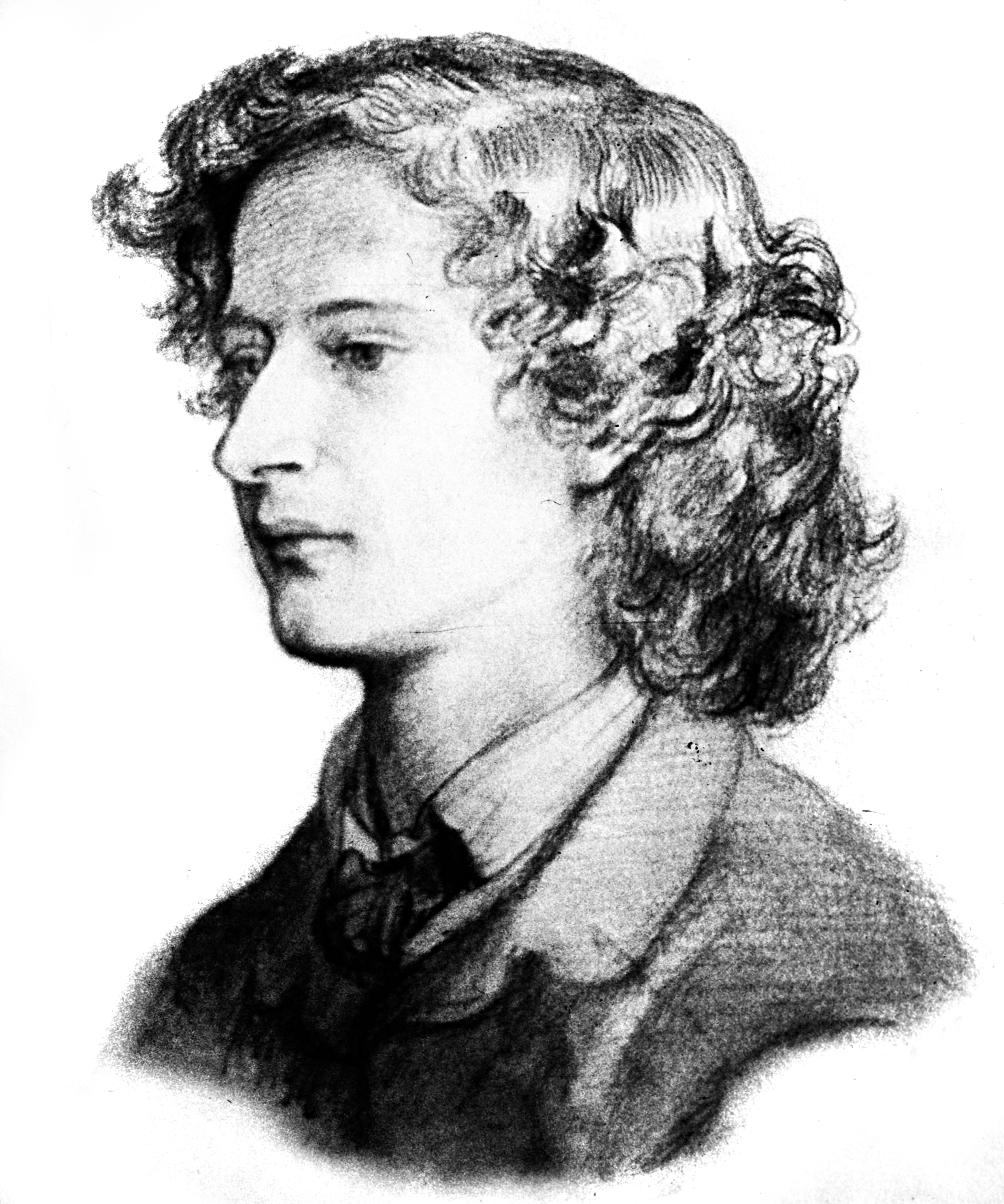
アルジャーノン・チャールズ・スウィンバーン。ダンテ・ゲイブリエル・ロセッティによるスケッチ

スウィンバーンは、『ブリタニカ百科事典』の第9版と1886年に出版した『Miscellanies』で次のような論評を書いている。 （適宜段落分けを施した）
「19歳から90歳近くまで、彼の知的・文学的活動性が絶えざること疲れ知らずの様相であった。しかし、たとえばチャールズ・ラムの心のこもった称賛にはランダーも心からの返答をしたが、その時代で誰も真似のできないほど強力で純粋なローマ風スタイルの比類なき使い手であることを印象づけられなかった3つの詩には、ランダーは何もコメントを書くことができなかった。」
「語句の圧縮とか主題の取捨において見せる極端な厳格さは、必ずしも過剰というわけでなく、ときにほとんど不可欠ともいえるのだが、そこから生じかねない解りづらさや難しさは、厳しく批判される理由の一つである。ランダーの英語の散文やラテン語の詩は、英語の詩やラテン語の散文に比して、より盛んな、そしてより重大な批判が投げかけられる傾向にある。彼の速い思考や優美な言葉の方向性を正確に理解し、その筋道を追いきるには、彼ほど鋭く敏感な目を持たず、彼ほど繊細で機敏な学識を持たぬ者には、ときとしてほとんど不可能事なのである。」
「もっと言葉を尽くすべきであろうところであるにもかかわらず、簡潔極まる省略しきった表現をはっきりと意図したように追求し志向したところが随所に見られるが、それが優れたものではあっても、そのために、この2つの言語の名手が極端な光を伴いつつも暗く見えるのである。しかし、散文であれ韻文であれ、その真の晦渋さ、ゆるやかで雲中にあるような不確定さは先人から引き継いだものではなく、まったく異質で本質的にそれとはかけ離れたものである。彼が読者に用意した道には雲も霧もまったくない。ただ、読者は常に橋なり手すりなどが欲しいと感じる。読者は常に橋渡しなしに物語や議論を次から次へと飛び移らねばならないのである。彼の劇作においてさえも、思考や所作に明確なつながりや連続性があるべきであるのに欠けていることがあるが、この点があまりに微妙な複雑さの元となっていることが多い。ナポリの女王ジョヴァンナを主題にした著名な三部作においても、初見では、何が、どのように、なぜ、どの行為者によって起こされたのか、または起こされつつあるのかを読んで、ただ十分に、しかしそれ自体としては不幸にして十分に欠けているものを想像することとか、鋭く気高い性格付けの豊かさ、高度な動作や高度な情熱を掴み変化させる確かさと強さ、ユーモアとペーソスの豊富さ、恐怖と悲哀の悲劇的原動力を操作する力強い堂々たる静かさといったものを伴った作用が広く知られていないことを説明することは、実際困難なことがある。」
「詩人としては、彼はバイロンとシェりーの中間――前者よりは上だが後者よりは下と言われるかもしれない。カトゥルスとシモーニデースを除けば、欠点も非の打ち所もない、今なお生き続け、呼吸しているような彼の完璧な哀歌、エピグラム、墓碑銘の美しさに匹敵するものはほとんどなく、超えるものは全くない。リー・ハントが彼をユリの花を育む嵐の山の松にたとえたことは当を得ている。彼は古典主義であって形式主義ではない。彼が称賛するのは、古典になった天才もブレイクも容れるほどは幅が広い。彼自身の創作に関する高い志向や方法論においては、批評的作品と同様、彼は狭義または単一的意義における古典主義にとどまらなかった。彼の代表作『ペリクレスとアスパシア』の力強さに今一歩及ばないか、あるいは上回るかは別として、中世イタリアと英国のシェイクスピアに関する2つの研究の美しさ鮮明さが劣るということはほとんどないのである。」

## 大衆文化への影響
ランダーの墓碑銘「私は誰とも争わなかった」は、広く言及され、議論されている。サマセット・モームは『剃刀の刃』において、トム・ウルフも『成りあがり者』においてこの語句を用いている。"ジョゼフィン・プルレイン・トンプソン"のポニーブックスの「West Barsetshire」シリーズの第2巻『Pony Club Team』においては、ノエル・ケッターリングとヘンリー・ソーントンの2人がともにこの語句を引用している。 ザトペックスのアルバム「Damn Fool Music」に収録されているコーラス曲『Death and the Hobo』は、ランダーの詩を元にしている。
テレビドラマ『チアーズ』の「The Spy Who Came in For a Cold One」という回において、エリス・ラブが演じる登場人物がダイアンに詩を語って聞かせる際にランダーの「私が愛し（そして失恋した）彼女」という句を拝借した。また、彼はクリスティーナ・ロセッティの「誕生日（A Birthday）」も剽窃している。

## 参照記事
- ランダー『空想談話』の一覧（英語版）